# Darius Lukminas
Darius Lukminas (Kaunas, 9 febbraio 1968) è un ex cestista lituano.

## Carriera
Con la Lituania ha disputato i Giochi olimpici di Atlanta 1996, i Campionati mondiali del 1998 e due edizioni dei Campionati europei (1995, 1997).

## Palmarès
- Campionato lituano: 3

Žalgiris Kaunas: 1993-94, 1994-95, 1995-96